# Nuoto ai campionati europei di nuoto 2014 - 200 metri stile libero femminili
La gara dei 200 metri stile libero femminili degli Europei 2014 si è svolta il 22-23 agosto. Le qualifiche per la semifinale si sono svolte la mattina del 22 agosto 2014, mentre la semifinale si è svolta la sera dello stesso giorno. La finale, invece, si è svolta la sera del 23 agosto 2014.

## Medaglie
| Posizione | Atleta              | Paese       |
| --------- | ------------------- | ----------- |
| Oro       | Federica Pellegrini | Italia      |
| Argento   | Katinka Hosszú      | Ungheria    |
| Bronzo    | Femke Heemskerk     | Paesi Bassi |

## Record
Prima della manifestazione il record del mondo (RM), il record europeo (EU) e il record dei campionati (RC) erano i seguenti.
| Record mondiale       | 1'52"98 | Federica Pellegrini Italia | 29 luglio 2009 Roma, Italia       |
| Record europeo        | 1'52"98 | Federica Pellegrini Italia | 29 luglio 2009 Roma, Italia       |
| Record dei campionati | 1'55"45 | Federica Pellegrini Italia | 14 agosto 2010 Budapest, Ungheria |

Durante la competizione non sono stati migliorati record.

## Risultati

### Batterie
| Pos. | Batteria | Corsia | Atleta                | Nazionalità | Tempo   | Note |
| ---- | -------- | ------ | --------------------- | ----------- | ------- | ---- |
| 1    | 3        | 5      | Katinka Hosszú        | Ungheria    | 1'57"05 | Q    |
| 2    | 4        | 5      | Melani Costa          | Spagna      | 1'58"60 | Q    |
| 3    | 2        | 4      | Veronika Popova       | Russia      | 1'58"66 | Q    |
| 4    | 3        | 4      | Federica Pellegrini   | Italia      | 1'59"14 | Q    |
| 5    | 4        | 3      | Charlotte Bonnet      | Francia     | 1'59"55 | Q    |
| 6    | 2        | 5      | Femke Heemskerk       | Paesi Bassi | 1'59"77 | Q    |
| 7    | 3        | 8      | Nina Rangelova        | Bulgaria    | 2'00"26 | Q    |
| 7    | 4        | 6      | Viktoriya Andreeva    | Russia      | 2'00"26 | Q    |
| 9    | 4        | 2      | Louise Hansson        | Svezia      | 2'00"29 | Q    |
| 10   | 2        | 7      | Chiara Masini         | Italia      | 2'00"63 | Q    |
| 11   | 4        | 1      | Shauna Lee            | Regno Unito | 2'00"72 | Q    |
| 12   | 3        | 2      | Esmee Vermeulen       | Paesi Bassi | 2'00"74 | Q    |
| 13   | 2        | 8      | Cecilie Johannessen   | Norvegia    | 2'00"87 | Q    |
| 14   | 3        | 7      | Lisa Zaiser           | Austria     | 2'00"92 | Q    |
| 14   | 1        | 4      | Katarina Simonović    | Serbia      | 2'00"92 | Q    |
| 16   | 3        | 1      | Victoria Malyutina    | Russia      | 2'01"28 |      |
| 17   | 4        | 8      | Wendy van der Zanden  | Paesi Bassi | 2'01"38 |      |
| 18   | 2        | 2      | Diletta Carli         | Italia      | 2'01"56 |      |
| 19   | 3        | 3      | Michelle Coleman      | Svezia      | 2'01"75 | Q    |
| 20   | 3        | 0      | Danielle Villars      | Svizzera    | 2'02"21 |      |
| 21   | 2        | 6      | Maria Baklakova       | Russia      | 2'02"31 |      |
| 22   | 4        | 9      | Noemi Girardet        | Svizzera    | 2'02"60 |      |
| 23   | 4        | 0      | Isabelle Mabboux      | Francia     | 2'02"83 |      |
| 24   | 1        | 3      | Annick van Westendorp | Svizzera    | 2'03"20 |      |
| 25   | 2        | 9      | Gizem Bozkurt         | Turchia     | 2'03"38 |      |
| 26   | 1        | 1      | Alyona Kyselyova      | Ucraina     | 2'03"77 |      |
| 27   | 3        | 9      | Julie Lauridsen       | Danimarca   | 2'03"81 |      |
| 28   | 2        | 1      | Cloe Hache            | Francia     | 2'03"93 |      |
| 29   | 1        | 7      | Lisa Stamm            | Svizzera    | 2'04"16 |      |
| 30   | 2        | 0      | Stina Gardell         | Svezia      | 2'04"69 |      |
| 31   | 1        | 6      | Katharina Egger       | Austria     | 2'05"73 |      |
| 32   | 1        | 5      | Anna Kolárová         | Rep. Ceca   | 2'07"07 |      |
| 33   | 1        | 8      | Monika Vasilyan       | Armenia     | 2'12"14 |      |
| —    | 1        | 2      | Věra Kopřivová        | Rep. Ceca   |         | DNS  |
| —    | 2        | 3      | Jazmin Carlin         | Regno Unito |         | DNS  |
| —    | 3        | 6      | Alice Mizzau          | Italia      |         | DNS  |
| —    | 4        | 4      | Sarah Sjöström        | Svezia      |         | DNS  |
| —    | 4        | 7      | Rebecca Turner        | Regno Unito |         | DNS  |

### Semifinali

#### Semifinali 1
| Pos. | Corsia | Atleta              | Nazionalità | Tempo   | Note |
| ---- | ------ | ------------------- | ----------- | ------- | ---- |
| 1    | 5      | Federica Pellegrini | Italia      | 1'56"69 | Q    |
| 2    | 3      | Femke Heemskerk     | Paesi Bassi | 1'57"15 | Q    |
| 3    | 8      | Michelle Coleman    | Svezia      | 1'57"18 | Q    |
| 4    | 4      | Melani Costa        | Spagna      | 1'57"24 | Q    |
| 5    | 6      | Nina Rangelova      | Bulgaria    | 1'59"06 | Q    |
| 6    | 7      | Esmee Vermeulen     | Paesi Bassi | 1'59"89 |      |
| 7    | 2      | Chiara Masini       | Italia      | 2'00"25 |      |
| 8    | 1      | Katarina Simonović  | Serbia      | 2'00"77 |      |

#### Semifinali 2
| Pos. | Corsia | Atleta              | Nazionalità | Tempo   | Note |
| ---- | ------ | ------------------- | ----------- | ------- | ---- |
| 1    | 5      | Veronika Popova     | Russia      | 1'56"84 | Q    |
| 2    | 4      | Katinka Hosszú      | Ungheria    | 1'56"96 | Q    |
| 3    | 3      | Charlotte Bonnet    | Francia     | 1'58"05 | Q    |
| 4    | 2      | Louise Hansson      | Svezia      | 1'59"80 |      |
| 5    | 8      | Lisa Zaiser         | Austria     | 1'59"97 |      |
| 6    | 7      | Shauna Lee          | Regno Unito | 2'00"09 |      |
| 7    | 6      | Viktoriya Andreeva  | Russia      | 2'01"06 |      |
| 8    | 1      | Cecilie Johannessen | Norvegia    | 2'01"32 |      |

### Finale
| Pos. | Corsia | Atleta              | Nazionalità | Tempo   | Note |
| ---- | ------ | ------------------- | ----------- | ------- | ---- |
|      | 4      | Federica Pellegrini | Italia      | 1'56"01 |      |
|      | 3      | Katinka Hosszú      | Ungheria    | 1'56"69 |      |
|      | 6      | Femke Heemskerk     | Paesi Bassi | 1'56"81 |      |
| 4    | 7      | Melani Costa        | Spagna      | 1'56"92 |      |
| 5    | 5      | Veronika Popova     | Russia      | 1'57"20 |      |
| 6    | 2      | Michelle Coleman    | Svezia      | 1'57"65 |      |
| 7    | 1      | Charlotte Bonnet    | Francia     | 1'58"22 |      |
| 8    | 8      | Nina Rangelova      | Bulgaria    | 1'58"56 |      |